# Il mondo di Horten
Il mondo di Horten (O' Horten) è un film del 2007 diretto da Bent Hamer.
Come in altri film di Hamer (si pensi a Racconti di cucina) i soggetti sono la solitudine, la vecchiaia, la libertà di crearsi delle opportunità.
Nel film recitano molti attori danesi e norvegesi di una certa età, come Baard Owe, Espen Skjønberg e Ghita Nørby. Vi sono diversi cameo di alcune personalità norvegesi, come la campionessa di Salto con gli sci Anette Sagen. La musica è stata composta da John Erik Kaada. Skjønberg è stato premiato con un Amanda Award come migliore attore non protagonista.
È stato presentato nella sezione Un Certain Regard del 61º Festival di Cannes.

## Trama
Odd Horten, sessantasettenne in odore di pensione, fa il macchinista ferroviere. Per quasi quarant'anni ha sempre e solo guidato sulla stessa tratta Oslo-Bergen e sembra non essersi interessato a null'altro. Sempre ordinato, serio e silenzioso, porta sotto i baffi la sua fedele pipa sempre accesa. Stimato dai colleghi e dai conoscenti, abita da solo, l'unico legame affettivo è la madre in ospizio, che sogna il suo passato di mancata saltatrice sugli sci. Nella meticolosa routine vi è l'immagine di Svea, un'allegra signora di Bergen che accoglie Odd nella pausa dei suoi viaggi.
Per un curioso disguido Odd, sempre puntuale e severo, non riesce a portare a termine proprio l'ultima corsa. In realtà questo dà il via a un viaggio iniziatico nella realtà, attraverso una serie di metaforiche avventure, leggere ma in qualche modo oniriche: perde la pipa, s'immerge in una piscina, salta da Holmenkollen con una meteorite in mano.